# Movimiento antitabaco en la Alemania nazi
El movimiento antitabaco en la Alemania nazi surgió después de que los médicos alemanes fueran los primeros en identificar y demostrar la relación entre fumar y el cáncer de pulmón. Este descubrimiento llevó a la primera campaña pública antitabaco de la historia moderna.
Los movimientos antitabaco crecieron en muchos países desde inicios del siglo XX, pero tuvieron poco éxito, excepto en Alemania, donde la campaña fue apoyada por el Gobierno tras la llegada de los nazis al poder. Fue el movimiento antitabaco más poderoso en el mundo durante los años 1930 e inicios de los 40. La dirigencia del Partido Nacionalsocialista Alemán del Trabajo condenó el acto de fumar y varios de los líderes del Gobierno alemán criticaron abiertamente el consumo de tabaco. La investigación sobre el tabaco y sus efectos en la salud prosperó bajo el régimen del Partido Nazi, y fue la más importante de este tipo para la época. La aversión personal del régimen nazi, Adolf Hitler, hacia el tabaco y las políticas reproductivas de Alemania durante la época fueron algunos de los factores motivadores detrás de esta campaña contra el tabaco, que estuvo asociada tanto con el antisemitismo como con el racismo.
La campaña antitabaco alemana incluyó la prohibición de fumar en tranvías, autobuses y trenes urbanos. Asimismo, promovió la educación sanitaria, limitó las raciones de cigarrillos en el Ejército Alemán, organizó conferencias médicas para los soldados y aumentó el impuesto al tabaco. El régimen nazi también estableció restricciones a la publicidad del tabaco y a fumar en espacios públicos, restaurantes y cafeterías. El movimiento antitabaco no tuvo gran efecto en los primeros años del régimen de Hitler y, de hecho, el uso del tabaco se incrementó entre 1933 y 1939, pero su uso por parte de personal militar declinó de 1939 a 1945. Incluso para fines del siglo XX, el movimiento antitabaco en Alemania de la posguerra no ha alcanzado la influencia de la campaña antitabaco de las décadas de 1930 y 1940.

## Preludio
Existía un movimiento antitabaco en Alemania a inicios del siglo XX, por el cual se organizó el primer grupo antitabaco en el país denominado Deutscher Tabakgegnerverein zum Schutze der Nichtraucher (Asociación Alemana contra el Tabaco para la Protección de los No Fumadores). Establecida en 1904, esta organización existió solo por un breve período. La siguiente organización antitabaco, la Bund Deutscher Tabakgegner (Federación Alemana de Opositores al Tabaco) fue establecida en 1910 en Trauntenau, Bohemia. En 1912, se fundaron otras organizaciones antitabaco en las ciudades de Hanóver y Dresde. En 1920, se formó una Bund Deutscher Tabakgegner in der Tschechoslowakei (Federación Alemana de Opositores al Tabaco en Checoslovaquia) en Praga, luego de que Checoslovaquia fuera separada de Austria al final de la Primera Guerra Mundial. Asimismo, en 1920, se estableció en Graz la Bund Deutscher Tabakgegner in Deutschösterreich (Federación Alemana de Opositores al Tabaco en la Austria Alemana).
Estos grupos publicaron revistas que abogaban contra el uso del tabaco. La primera de tales revistas en idioma alemán fue Der Tabakgegner (El opositor al tabaco), publicada por la organización bohemia entre 1912 y 1932. El Deutsche Tabakgegner (Opositor alemán al tabaco) fue publicado en Dresde de 1919 a 1935 y fue la segunda revista sobre este tema. Las organizaciones antitabaco también estaban en contra del consumo de bebidas alcohólicas.

## Razones

### Actitud de Hitler hacia el tabaco

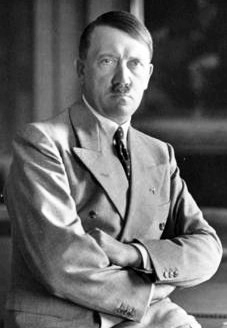
El presidente del Gobierno alemán,Adolf Hitler (1933-1945), fue el primer dirigente político del mundo en impulsar una política antitabaquismo en su país.

El que sería presidente del Gobierno alemán entre 1933 y 1945, Adolf Hitler era un gran fumador en su juventud: solía fumar entre 25 y 40 cigarrillos al día; pero dejó el hábito al concluir que era un derroche de dinero. En años posteriores, Hitler consideró el hábito de fumar como «decadente» y «la ira de los pieles rojas contra el hombre blanco, en venganza por haberles dado licores fuertes»; por ello, lamentaba que «se hayan perdido tantos hombres excelentes por envenenamiento con el tabaco». No estaba contento con que tanto su novia y futura esposa, Eva Braun, como el presidente del NSDAP, el partido político que le daba apoyo parlamentario, Martin Bormann, fueran fumadores y estaba preocupado por el hábito frecuente del ministro de Aviación alemán, Hermann Göring, de fumar en lugares públicos. Se molestó cuando fue encargada una estatua que retrataba a Göring fumando un cigarro. A menudo, Hitler es considerado el primer líder nacional en abogar en contra de fumar.
Hitler desaprobó la libertad del personal militar de fumar y, durante la Segunda Guerra Mundial, el 2 de marzo de 1942, dijo que «fue un error, rastreable a la dirigencia del ejército de la época, al inicio de la guerra». También sostuvo que «no era correcto decir que un soldado no podía vivir sin fumar». Prometió poner fin al uso del tabaco en el ejército tras el fin de la guerra. Hitler, personalmente, incentivó a algunos amigos cercanos a no fumar y premió a aquellos que dejaron de hacerlo; sin embargo, la aversión personal de Hitler hacia el tabaco fue solo uno de varios catalizadores detrás de la campaña antitabaco.

### Políticas reproductivas
Las políticas reproductivas de los Gobiernos del Partido Nazi en Alemania fueron un factor significativo detrás de la campaña antitabaco. Se consideraba que las mujeres que fumaban eran más vulnerables a padecer envejecimiento prematuro y pérdida de atractivo físico; eran vistas como inadecuadas para ser esposas y madres en una familia alemana. Werner Huttig, de la Oficina de Política Racial (Rassenpolitisches Amt) del Partido Nazi, dijo que la leche materna de una fumadora contenía nicotina, una afirmación que se demostró correcta posteriormente en investigaciones modernas.
Martin Staemmler, un médico prominente durante el Tercer Reich, opinaba que las mujeres embarazadas que fumaban tenía una alta tasa de abortos espontáneos y aumentaban la posibilidad de dar a luz niños muertos. Esta opinión fue respaldada por una conocida higienista racial, Agnes Bluhm, cuyo libro publicado en 1936 expresaba la misma postura. El Gobierno alemán estaba preocupada por este tema debido a que quería que las mujeres alemanas fueran lo más fértiles posible. Un artículo publicado en una revista alemana de ginecología en 1943 sostenía que las mujeres que fumaban más de tres cigarrillos por día presentaban más posibilidades de no tener hijos, comparadas con las mujeres no-fumadoras.

## Investigación
La investigación y los estudios sobre los efectos del tabaco en la salud de la población estaban más avanzados en Alemania que en cualquier otra parte del mundo, para cuando el Partido Nazi llegó al Gobierno de Alemania. La relación entre cáncer de pulmón y el tabaco fue probada en primer lugar en la Alemania Nazi, al contrario de la creencia popular que los científicos estadounidenses y británicos fueron los primeros en descubrirla en los años 1950. El término «fumador pasivo» (Passivrauchen) fue acuñado en Alemania antes de la II Guerra Mundial. Los proyectos de investigación financiados por los Gobiernos del Partido Nazi revelaron que fumar tenía muchos efectos desastrosos para la salud. Alemania promovió la investigación epidemiológica sobre los efectos nocivos del uso del tabaco., Hitler en persona otorgó apoyo financiero al Wissenschaftliches Institut zur Erforschung der Tabakgefahren (Instituto científico para el estudio de los peligros del tabaco) en la Universidad de Jena, dirigido por Karl Astel. Fundado en 1941, fue el instituto antitabaco más importante de Alemania.
Franz H. Müller en 1939 y E. Schairer en 1943 usaron por primera vez los métodos epidemiológicos de caso-control para estudiar el cáncer de pulmón entre los fumadores. En 1939, Müller publicó un informe en una reputada revista sobre cáncer en Alemania, en el cual sostuvo que la prevalencia de cáncer de pulmón era mayor entre los fumadores. Müller, descrito como el «padre olvidado de la epidemiología experimental», era miembro del Nationalsozialistisches Kraftfahrkorps (NSKK) y militante del Partido Nazi (NSDAP). La disertación de Müller de 1939 fue el primer estudio epidemiológico controlado del mundo sobre la relación entre el tabaco y el cáncer de pulmón. Además de mencionar la creciente incidencia de cáncer de pulmón y muchas de las causas detrás de él, tales como polvo, gas desechado por los automóviles, tuberculosis, rayos X y contaminantes emitidos por las fábricas, el documento de Müller señaló que «la significancia del humo del tabaco ha sido empujado más y más al primer plano».
Los médicos del Tercer Reich eran conscientes de que fumar ocasionaba cardiopatías, consideradas como las enfermedades más serias causadas por fumar. El uso de la nicotina fue, algunas veces, considerado como causante de crecientes tasas de infarto agudo de miocardio en el país. En años posteriores a la Segunda Guerra Mundial, los investigadores consideraron a la nicotina como un factor detrás de la insuficiencia cardíaca padecida por una cantidad significativa de personal militar en el Frente Oriental. Un patólogo del Heer examinó a 32 soldados jóvenes que habían muerto de infarto de miocardio en el frente y documentó en un informe de 1944 que todos ellos eran «fumadores entusiastas». Citó la opinión del patólogo Franz Buchner sobre los cigarros como «un veneno coronario de primer orden».

## Medidas
El Gobierno alemán utilizó varias tácticas de relaciones públicas para convencer a la población alemana de no fumar. Revistas de salud reconocidas como Gesundes Volk (Pueblo saludable), Volksgesundheit (Salud del pueblo) y Gesundes Leben (Vida saludable) publicaron advertencias sobre las consecuencias de fumar para la salud y se publicaron carteles que mostraban los efectos dañinos del tabaco. Los mensajes antitabaquismo fueron enviados a los centros laborales, a menudo, con la ayuda de las Juventudes Hitlerianas y de la Liga de Muchachas Alemanas.
La campaña antitabaco llevada a cabo por los nazis también incluyó educación sanitaria. En junio de 1939, se formó una oficina contra los peligros del alcohol y el tabaco y la Reichsstelle für Rauschgiftbekämpfung (Oficina para la lucha contra las drogas intoxicantes) también ayudó en la campaña antitabaco. Se publicaron artículos en defensa del antitabaquismo en las revistas Die Genussgifte (Los estimulantes recreacionales), Auf der Wacht (En la mira) y Reine Luft (Aire limpio). De estas revistas, Reine Luft fue el principal periódico del movimiento antitabaco. El Instituto para el estudio de los peligros del tabaco de Karl Astel en la Universidad de Jena compró y distribuyó cientos de reimpresiones de Reine Luft.
Tras reconocer los efectos nocivos de fumar sobre la salud, se promulgaron varios artículos de legislación antitabaco. A fines de los años 1930, se vivió una creciente implementación de las leyes antitabaco. En 1938, la Luftwaffe y la Reichspost impusieron una prohibición de fumar. También fue prohibido fumar en instituciones de atención sanitaria, en varias oficinas públicas y en casas de reposo. Se prohibió que las parteras fumaran mientras estaban en ejercicio de sus funciones. En 1939, el Partido Nazi declaró fuera de la ley fumar en todas sus oficinas y Heinrich Himmler, entonces jefe de las Schutzstaffel (SS), restringió el hábito de fumar al personal policial y a los oficiales de la SS mientras estuvieran de servicio. También se prohibió fumar en las escuelas.
En 1941, se prohibió fumar en los tranvías de 60 ciudades alemanas. También se prohibió fumar en los refugios antiaéreos; sin embargo, algunos refugios contaban con habitaciones separadas para fumar. Se tomó especial cuidado para impedir fumar a las mujeres. El presidente de la Asociación Médica en Alemania anunció que «las mujeres alemanas no fuman». No se concedió tabaco a las mujeres embarazadas ni a las menores de 25 o mayores de 55 años en las cartillas de racionamiento durante la Segunda Guerra Mundial. Las restricciones para la venta de productos con tabaco a las mujeres fueron impuestas en la industria hotelera y en la venta de alimentos. Las películas antitabaco dirigidas a las mujeres eran mostradas públicamente. Las discusiones sobre el tema de fumar y sus efectos fueron publicados en los periódicos. Se tomaron medidas estrictas sobre este particular y un departamento distrital de la Organización nacionalsocialista de células de fábricas anunció que expulsaría a todas sus miembros mujeres que fumaran en público. El siguiente paso en la campaña antitabaco llegó en julio de 1943, cuando se ilegalizó fumar en público para los menores de 18 años. Al año siguiente, también se ilegalizó fumar en buses y en trenes urbanos, bajo iniciativa personal de Hitler, quien temía que las controladoras fueran víctimas de los efectos nocivos del tabaco como fumadoras pasivas.
El 7 de diciembre de 1941, Heinrich Hunke, presidente del Consejo de publicidad, estableció restricciones en la publicidad de productos de tabaco. Los avisos publicitarios que retrataban el acto de fumar como inofensivo o como una expresión de masculinidad fueron prohibidos. También fue prohibido ridiculizar a los activistas antitabaquismo, así como el uso de afiches publicitarios en vías ferroviarias, en zonas rurales, estadios y otros espacios públicos. También se prohibió la publicidad por altavoces y correo.

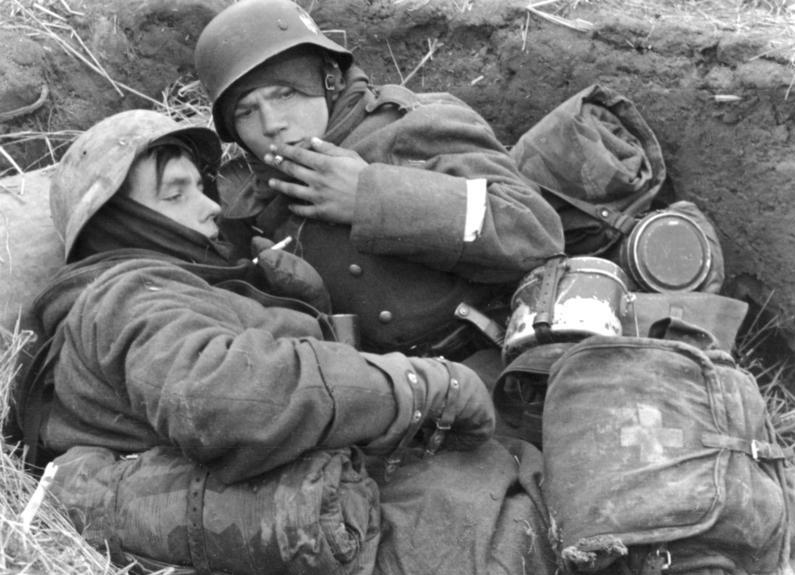
Dos soldados alemanes fumando en una trinchera durante la Operación Barbarroja, inicios de 1942.

Las restricciones para fumar también se introdujeron al interior de la Wehrmacht. Las raciones de cigarrillos para los soldados fueron limitadas a seis al día. A menudo, se vendieron cigarrillos extra a los soldados; sin embargo, estos se restringieron a 50 por persona cada mes. A los soldados adolescentes que servían en la 12.ª SS División Panzer Hitlerjugend, compuesta por miembros de las Juventudes Hitlerianas, se les dio golosinas en lugar de tabaco. El acceso a los cigarrillos no fue permitido para el personal auxiliar femenino de la Wehrmacht. Se concertaron conferencias médicas para persuadir al personal militar para que dejaran de fumar. Una ordenanza publicada el 3 de noviembre de 1941 elevó los impuestos al tabaco en, aproximadamente, 80–95% sobre el precio al menudeo, convirtiéndose en el mayor alza de los impuestos al tabaco en Alemania hasta más de 25 años después de la caída del Gobierno de Hitler.

## Efectividad
La campaña antitabaco inicial fue considerada un fracaso y, de 1933 a 1937, hubo un rápido incremento en el consumo de tabaco en Alemania. La tasa de fumadores en Alemania aumentó incluso más rápido que en la vecina Francia, donde el movimiento antitabaco era pequeño y mucho menos influyente. Entre 1932 y 1939, el consumo de cigarrillos per cápita en Alemania se incrementó de 570 a 900 por año, mientras que las cifras correspondientes a Francia fueron de 570 a 630.
Las compañías fabricantes de cigarrillos en Alemania llevaron a cabo varios intentos de debilitar la campaña antitabaquismo. Así, publicaron nuevos diarios e intentaron retratar el movimiento antitabaco como «fanático» y «no científico». La industria tabaquera también intentó responder a la campaña gubernamental nazi para impedir que las mujeres fumaran y utilizó modelos en sus avisos publicitarios. A pesar de las regulaciones gubernamentales, muchas mujeres en Alemania fumaban regularmente, incluyendo las esposas de muchos oficiales nazis de alto rango. Por ejemplo, Magda Goebbels fumaba incluso cuando fue entrevistada por un periodista. Las ilustraciones de moda que mostraban a mujeres con cigarrillos fueron a menudo publicadas en publicaciones prominentes, tales como Beyers Mode für Alle (Beyers Moda para todos). La portada de la popular canción Lili Marleen mostraba a la cantante Lale Andersen cogiendo un cigarrillo.
|                | Año   |       |       |       |
| 1930           | 1935  | 1940  | 1944  |       |
| Alemania       | 490   | 510   | 1.022 | 743   |
| Estados Unidos | 1.485 | 1.564 | 1.976 | 3.039 |

Los nazis implementaron más políticas antitabaquismo a fines de los años 1930 y, para los primeros años de la Segunda Guerra Mundial, la tasa de consumo de tabaco declinó. Como resultado de las medidas antitabaquismo implementadas en la Wehrmacht, el consumo total de tabaco por parte de soldados decreció entre 1939 y 1945. Según una encuesta llevada a cabo en 1944, el número de fumadores se incrementó en la Wehrmacht, pero el consumo promedio de tabaco por el personal militar declinó en 23,4% comparado con los años inmediatos antes de la guerra. La cantidad de personas que fumaba 30 o más cigarrillos al día disminuyó de 4,4% al 0,3%.
Las políticas antitabaco nazis no estuvieron libres de contradicciones. Por ejemplo, las políticas Volksgesundheit (Salud del pueblo) y Gesundheitspflicht (El deber de estar saludable) fueron impuestas paralelamente con la distribución activa de cigarrillos a las personas que los nazis vieron como grupos «que se lo merecían» (soldados en el frente de batalla, miembros de las Juventudes Hitlerianas). Por otra parte, se negó el acceso al tabaco a los grupos estigmatizados, tales como los judíos o los prisioneros de guerra.

## Asociación con antisemitismo y racismo
Además de las preocupaciones por la salud pública, los nazis estuvieron fuertemente influenciados por la ideología; específicamente, el movimiento fue influenciado por los conceptos de la higiene racial y pureza del cuerpo. Los líderes nazis creían que estaba mal que la raza superior fumara y que el consumo de tabaco equivalía a una «degeneración racial». Los nazis veían el tabaco como un «veneno genético». Los higienistas raciales se oponían al uso del tabaco por temor a que «corrompiera» el «plasma alemán original». Los activistas nazis antitabaco, a menudo, intentaron retratar el tabaco como un «vicio» de los africanos «degenerados».
Los nazis sostenían que los judíos eran responsables de introducir el tabaco y sus efectos nocivos. La Iglesia Adventista del Séptimo Día en Alemania anunció que fumar era un vicio insano propagado por los judíos. Johann von Leers, editor del Nordische Welt (Mundo nórdico), durante la ceremonia inaugural del Wissenschaftliches Institut zur Erforschung der Tabakgefahren (Instituto científico para el estudio de los peligros del tabaco) en 1941, proclamó que el «capitalismo judío» era responsable por la difusión del uso del tabaco en Europa. Afirmó que el primer tabaco en suelo alemán fue traído por judíos y que ellos controlaban la industria tabaquera en Ámsterdam, el punto principal de entrada en Europa de Nicotiana.

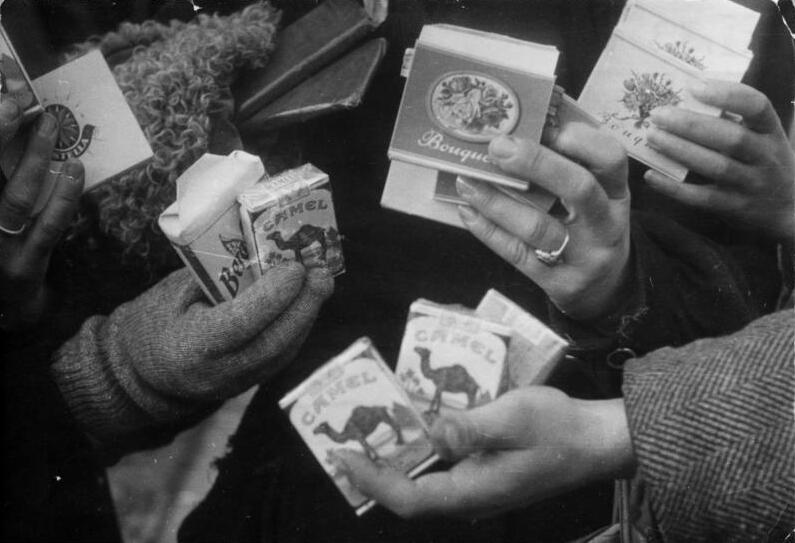
Cigarrillos en el mercado negro. Potsdamer Platz, Berlín, enero de 1949.

## Después de la Segunda Guerra Mundial
Tras el colapso de la Alemania nazi al final de la Segunda Guerra Mundial, las empresas tabaqueras estadounidenses ingresaron rápidamente al mercado negro alemán. El contrabando de tabaco prevaleció y muchos líderes nazis que habían apoyado la campaña antitabaquismo fueron ejecutados. En 1949, aproximadamente 400 millones de cigarrillos manufacturados en Estados Unidos ingresaron ilegalmente a Alemania cada mes. En 1954, cerca de dos mil millones de cigarrillos suizos fueron contrabandeados a Alemania e Italia.
Como parte del Plan Marshall, Estados Unidos envió tabaco gratis a Alemania; la cantidad del tabaco enviado a Alemania en 1948 fue de 24 000 toneladas y llegó a 69 000 toneladas en 1949. El Gobierno de los Estados Unidos gastó $70 millones en este proyecto, para beneplácito de las compañías tabaqueras de Estados Unidos, que se beneficiaron enormemente. En la Alemania de la posguerra, el consumo per cápita anual de cigarrillos aumentó crecientemente de 460 en 1950 a 1.523 en 1963. Para fines del siglo XX, la campaña antitabaco en Alemania fue incapaz de exceder a la influencia que tuvo en el clímax de la era nazi entre los años 1939 y 1941 y la investigación sobre el tabaco en la salud en Alemania fue descrita por Robert N. Proctor como «amortiguada».